# Gil Galasso
Pour les articles homonymes, voir Galasso.
Gil Galasso, né le 24 juillet 1967 à Castelsarrasin, est un maître d'hôtel français, professeur de service en salle et docteur en histoire contemporaine.

## Biographie
Gil Galasso a étudié au lycée hôtelier de Toulouse de 1982 à 1987 (BTH - BTS) puis à l'IUFM de Toulouse et à l'Université Toulouse - Jean Jaurès pour licence hôtellerie restauration, après avoir effectué une expérience professionnelle[réf. souhaitée]. 
Gil Galasso présente un Masters 2 à l'Université Toulouse Jean Jaurès en 2012 sur le thème la promotion des métiers de la salle auprès des adolescents, selon une approche par l'élégance et la générosité. En 2014 il engage une thèse en histoire de l'art de l'université de Pau et des Pays de l'Adour avec comme sujet de thèse L'art de la découpe, histoire et enjeux. Il poursuit sa thèse en histoire contemporaine, et soutient sa thèse à l'Université de Bordeaux Montaigne en 2018.
Il a travaillé comme maître d'hôtel, en particulier dans deux restaurants londoniens qui pratiquaient découpages et flambages en salle : le restaurant Old Thameside Inn de Londres et le club privé SPORTS de la même ville, au début des années 1990.
Il a ensuite été maître d'hôtel au restaurant Le Café Royal - Sofitel Miami aux Etats Unis de 1991 à 1993. Professeur de service de service et accueil au lycée hôtelier de Biarritzde 1996 à 2021 il est aujourd'hui professeur de service et accueil au lycée hôtelier de Tahiti.

## Publications
- Le maître d’hôtel (2002), Journal l’hôtellerie [cd-rom]
- Technologie restaurant (2000), Nathan
- Le grand quiz des arts de la table (2008), Delagrave
- Le nouveau service (2010), Autoédition
- Histoire de l'art de la découpe à table, des Maîtres d'hôtel et du service à table (2018)

## Distinctions
- 2001 : 1er prix de la coupe Georges Baptiste (catégorie professionnels)
- 2003 : Meilleur ouvrier de France Maître d'hôtel, Maître du Service et des arts de la table[5],[6],[7]
- 2009 : Champion du monde des maîtres d'hôtels (Saragosse)[8],[9]
- 2018 : Chevalier de l'ordre des arts et des lettres (2018)

## Trophée René Lasserre
En 2015, il crée pour le premier concours national consacré à l'art de la découpe, le trophée René Lasserre.

## Association pour la sauvegarde et la promotion du patrimoine des arts de la table et du service à la Française
Depuis 2016 il préside une association dont l'objet est la défense et la promotion des métiers du service en salle.

## Charte du service à la Française
En 2017, il réunit un groupe de 35 universitaires, professionnels des métiers du service en salle et enseignants, afin de diriger la rédaction d'une charte dont l'objet est une nouvelle définition du service dit "à la Française" tel qu'il se présente au début du XXIe siècle. Cette redéfinition s'éloigne de la théorisation du service à la Russe par Urbain Dubois et Emile Bernard au milieu du XIXe siècle, ainsi que des tentatives de théorisation en particulier par Louis Leopso au début du XXe siècle (école hôtelière de Nice).
La charte est signée par 130 membres de la profession au mois de juin 2017, après avoir été présentée lors d'une journée d'études à l'Université de Bordeaux Montaigne.

## Championnat du monde des maîtres d'hôtel
En 2018, il lance une nouvelle session du championnat du monde des maîtres d'hôtel, destiné à faire rayonner les métiers du service au travers des gestes et attitudes professionnels spécifiques aux métiers de la restauration.